# Sélect Hôtel
Pour plus de détails, voir Fiche technique et Distribution.
Sélect Hôtel est un film français réalisé par Laurent Bouhnik et sorti en 1997.

## Synopsis
Entre trafic de drogue et prostitution, un frère et une sœur survivent dans un hôtel sordide. 

## Fiche technique
- Titre français : Sélect Hôtel
- Réalisation : Laurent Bouhnik
- Scénario : Laurent Bouhnik
- Photographie : Gilles Henry
- Musique : Jérôme Coullet
- Pays d'origine :  France
- Genre : drame
- Durée : 85 minutes
- Date de sortie : 19 février 1997

## Distribution
- Julie Gayet : Nathalie
- Jean-Michel Fête : Tof
- Serge Blumental : Pierre
- Marc Andreoni : Denis
- Sabine Bail : Clémentine
- Éric Aubrahn : Lydie
- Jorge Vaello : joe
- Philippe Collin
- Philippe Duquesne
- Bonnafet Tarbouriech
- Mathieu Buscatto : Voix
- Olivier Soler
- Véronique Desmadryl : Voix

## Distinctions
- 1996 : Grand Prix au Festival franco-américain du film d'Avignon
- 1997 : Grand Prix French-American Film Workshop (New-York/Avignon)
- 1997 : Prix d'interprétation pour J. Gayet et J-M Fête, Festival de Kiev
- 1997 : Prix d'interprétation pour J-M Fête, Festival de Gijon
- 1997 : Prix de la meilleure actrice européenne Festival de Bruxelles (Julie Gayet)
- 1997 : Grand Prix d'interprétation pour Sabine Bail Festival du Jeune Comédien de Béziers
- 1997 : Prix Romy-Schneider pour Julie Gayet
- 1997 : Grand Prix du jury au Festival de Bratislava
- 1997 : Grand Prix du jury au Festival de Kino (Lituanie)
- 1998 : Prix Jeune talent cinéma